# Kaminas
Kaminas (arab. قميناس) – miejscowość w Syrii, w muhafazie Idlib. W 2004 roku liczyła 2722 mieszkańców.